# Music & Me (album)
Music & Me is het derde studioalbum van Michael Jackson dat hij solo uitbracht voor Motown. Het album verscheen op 13 april 1973, na een jaar van opnamen.
Jackson wilde op het album ook nummers zetten die hij zelf geschreven had. Motown stond dit de 14-jarige echter niet toe. Jackson had bovendien kritiek op de hoes. Hij is hierop te zien terwijl hij een akoestische gitaar bespeelt. Op het album bespeelt hij echter helemaal geen instrument.
Er was weinig promotie voor het album. De aandacht ging uit naar The Jackson 5, waar Michael Jackson leadzanger van was, die op dat moment op tournee was.

## Tracklist
| Nr. | Titel                                        | Schrijver(s)                                            | Duur |
| --- | -------------------------------------------- | ------------------------------------------------------- | ---- |
| 1.  | With a Child's Heart                         | Sylvia Moy, Henry Cosby, Vicki Basemore                 | 3:32 |
| 2.  | Up Again                                     | Freddie Perren, Christine Yarian                        | 2:50 |
| 3.  | All the Things You Are                       | Oscar Hammerstein II, Jerome Kern                       | 2:59 |
| 4.  | Happy (Love Theme from Lady Sings the Blues) | Michel Legrand, Smokey Robinson                         | 3:25 |
| 5.  | Too Young                                    | Sidney Lippman, Sylvia Dee                              | 3:38 |
| 6.  | Doggin' Around                               | Lena Agree                                              | 2:52 |
| 7.  | Johnny Raven                                 | Billy Page                                              | 3:33 |
| 8.  | Euphoria                                     | Leon Ware, Jacqueline Hilliard                          | 2:50 |
| 9.  | Morning Glow                                 | Stephen Schwartz                                        | 3:37 |
| 10. | Music and Me                                 | Jerry Marcellino, Mel Larson, Don Fenceton, Mike Cannon | 2:38 |